# Химера (фільм)
«Химера», досл. «Зрощування» (англ. Splice) — канадсько-французький фантастичний трилер режисера Вінченцо Наталі. Головні ролі виконали Едрієн Броді, Сара Поллі та Дельфіна Чанеак. Історія стосується експериментів у галузі генної інженерії, що проводяться молодою парою науковців, вони намагаються ввести ДНК людини через сплайсинг тваринних генів.

## Сюжет
Два молодих учених-біохіміка, подружжя Ельза та Клайв, успішно з'єднують разом ДНК різних тварин і птахів. Два створених ними організми (Джинджер і Фред) можуть принести великий прибуток їх компанії-спонсору N.E.R.D завдяки наявності у них особливого типу білка. Ельза та Клайв хочуть розвинути свій успіх і використати людську ДНК для генетичного гібрида, який може викликати переворот у науці та медицині і допомогти лікуванню хвороб. Однак коли компанія заморожує подальші дослідження, подружжя починають таємний експеримент: ігноруючи етичні та юридичні норми, вони змішують ДНК кількох тварин і жіночої особини людини, отримують особливий вид антропоморфної живої істоти жіночої статі (яка отримала ім'я Дрен, за зворотнім прочитанням назви компанії). Істота швидко зростає, це дівчина з пташиними ногами і хвостом, має гостре жало; воно володіє високим інтелектом і розуміє мову людини, може дихати у воді та має крила (вкладаються в щілини на спині і руках).
На звітній демонстрації Джинджер і Фреда, важливої для залучення фінансів, відбувається непередбачене: виявляється, що жіноча особина (Джинджер) змінила стать на чоловічу, два самці знищують один одного в сутичці. Лабораторія під загрозою закриття. Через загрозу виявлення Дрен Клайв та Ельза переїжджають на ферму померлої матері Ельзи. Між подружжям і Дрен наростають суперечності: Дрен часто буває неслухняною та некерованою (статеве дозрівання), хоча вона і відчуває любов з боку вчених, прагне сама дарувати любов (заводить кішку, але потім убиває її). Тим часом Клайв виявляє, що Ельза використовувала при експерименті свою ДНК.
Під час конфлікту з Ельзою Дрен вбиває кішку і загрожує Ельзі жалом, та вирішує ампутувати його. Повернувшись в лабораторію, вона синтезує той самий білок, який мали отримати за допомогою Джинджер і Фреда. На фермі Клайв намагається пожаліти і заспокоїти Дрен, в результаті чого вони займаються любов'ю. Ельза застає їх разом. Вони розуміють, що зайшли в глухий кут і вирішують знищити своє творіння. Дрен виглядає мертвою, її ховають. Один з босів компанії розуміє, що вчені таємно створили новий ДНК-гібрид і вночі приїжджає на ферму з братом Клайвом, вимагаючи показати йому Дрен. При спробі ексгумувати Дрен з'ясовується, що вона трансформувалася в сильну і агресивну чоловічу особину (як і Джинджер), яка знищує чоловіків, а потім, проявивши здатність говорити, ґвалтує Ельзу і вбиває жалом Клайва. Ельзі вдається вбити створіння ударом каменя по голові.
В епілозі Ельза говорить з керівницею фармацевтичної компанії, яка укладає з нею контракт на продовження експерименту. Вона дякує Ельзі за персональний ризик, якому та піддається. Коли Ельза встає, стає видно, що вона вагітна.

## Ролі
- Едрієн Броді — Клайв Ніколі
- Сара Поллі — Ельза Каст
- Дельфіна Чанеак — Дрен
- Брендон Макгіббон — Гевін Ніколі
- Сімона Майканеску — Джоан Чорот
- Девід Г'юлетт — Вільям Барлоу
- Ебігейл Чу — дитина Дрен

## Критика
Фільм отримав позитивні відгуки критиків. Рейтинг на Rotten Tomatoes — 74 % і 37 % оцінка аудиторії, Metacritic — 66 балів зі 100, IMD — 5,8/10.